# ان‌جی‌سی ۷۰۶۸
ان‌جی‌سی ۷۰۶۸ (انگلیسی: NGC 7068) یک کهکشان مارپیچی است که در فاصله ۲۱۵ میلیون سال نوری از زمین در صورت فلکی اسب بزرگ واقع شده است. کهکشان NGC 7068 توسط ستاره شناس آلبرت مارت در ۷ نوامبر ۱۸۶۳ کشف شد.